# Каннський кінофестиваль 1971
24-й Каннський міжнародний кінофестиваль відбувся з 12 по 27 травня 1971 року у Каннах, Франція. У конкурсі було представлено 25 повнометражних фільмів та 15 короткометражок; поза конкурсом було показано 8 кінострічок. Фестиваль відкрито показом стрічки Дай мені притулок режисерів Альберта Мейслеса, Девіда Мейслеса та Шарлотти Зверін (США). Фільмом закриття фестивалю було обрано Повторний шлюб французького режисера Жана-Поля Раппно. На фестивалі вшанували Чарлі Чапліна з нагоди надання йому звання Командора національного ордена Почесного легіону.

## Журі
Повнометражні фільми
- Голова: Мішель Морган, акторка,  Франція
- П'єр Біллар,  Франція
- Майкл Біркетт,  Велика Британія
- Анселму Дуарте, актор, сценарист і режисер,  Бразилія
- Іштван Гааль, кінорежисер і сценарист,  Угорщина
- Серджо Леоне, кінорежисер, сценарист і продюсер,  Італія
- Олександр Петрович, кінорежисер,  СФРЮ
- Моріс Рейм, аукціоніст, історик,  Франція
- Ерік Сігал, письменник і сценарист,  США

Короткометражні фільми
- Голова: Віра Вольман, журналіст,  Франція
- Шарль Дюванель,  Швейцарія
- Етьен Новелла, Франція

## Фільми-учасники конкурсної програми
| Переможців виділено окремим кольором. |

Повнометражні фільми
| Фільм                    | Назва мовою оригіналу                         | Режисер                           | Країна                    |
| ------------------------ | --------------------------------------------- | --------------------------------- | ------------------------- |
| Апокал                   | Apokal                                        | Пауль Анціковськи                 | ФРН                       |
| Біг                      | Бег                                           | Олександр Алов і Володимир Наумов | СРСР                      |
| Відрив                   | Taking Off                                    | Мілош Форман                      | США                       |
| Він сказав поїхали       | Drive, He Said                                | Джек Ніколсон                     | США                       |
| Гойя, історія самотності | Goya, historia de una soledad                 | Ніно Кеведо                       | Іспанія                   |
| Джо Гілл                 | Joe Hill                                      | Бу Відерберг                      | Швеція США                |
| За отриману милість      | Per grazia ricevuta                           | Ніно Манфреді                     | Італія                    |
| Здобич                   | Loot                                          | Сільвіо Наріццано                 | Велика Британія           |
| Джону дали зброю         | Johnny Got His Gun                            | Далтон Трамбо                     | США                       |
| Каліфша                  | La Califfa                                    | Альберто Бевілаква                | Італія Франція            |
| Кохання                  | Szerelem                                      | Карой Макк                        | Угорщина                  |
| Міра                     | Mira                                          | Фонс Радемакерс                   | Бельгія Нідерланди        |
| Небезпечне пробудження   | Wake in Fright                                | Тед Котчефф                       | Австралія США             |
| Обхід                    | Walkabout                                     | Ніколас Роуг                      | Австралія Велика Британія |
| Паніка в Нідл-парку      | The Panic in Needle Park                      | Джеррі Шацберг                    | США                       |
| Піндорама                | Pindorama                                     | Арналдо Жабор                     | Бразилія                  |
| Повторний шлюб           | Les mariés de l'an II                         | Жан-Поль Раппно                   | Італія Франція Румунія    |
| Посередник               | The Go-Between                                | Джозеф Лоузі                      | Велика Британія           |
| Рафаель-розпусник        | Raphaël ou le débauché                        | Мішель Девіль                     | Франція                   |
| Сакко і Ванцетті         | Sacco e Vanzetti                              | Джуліано Монтальдо                | Італія Франція            |
| Сімейне життя            | Życie rodzinne                                | Кшиштоф Зануссі                   | Польща                    |
| Смерть у Венеції         | Morte a Venezia                               | Лукіно Вісконті                   | Італія Франція            |
| Хворі тварини            | Animale bolnave                               | Ніколає Бребан                    | Румунія                   |
| Човен на траві           | Le bateau sur l'herbe                         | Жерар Браш                        | Франція                   |
| Шум у серці              | Le souffle au cœur                            | Луї Маль                          | Франція Італія ФРН        |
|                          | 闇の中の魑魅魍魎 (Yami no naka no chimimoryo) | Ко Накахіра                       | Японія                    |

## Фільми позаконкурсної програми
| Фільм                | Назва мовою оригіналу     | Режисер                                         | Країна                     |
| -------------------- | ------------------------- | ----------------------------------------------- | -------------------------- |
| Дай мені притулок    | Gimme Shelter             | Альберт Мейслес, Девід Мейслес, Шарлотта Зверін | США                        |
| Будинок під деревами | La maison sous les arbres | Рене Клеман                                     | Франція                    |
| Мисливець            | Le Chasseur               | Франсуа Рейшенбах                               | Франція                    |
| Священний вогонь     | Le feu sacré              | Vladimir Forgency                               | Франція                    |
| Друзі                | Les amis                  | Жерар Блен                                      | Франція                    |
| Нарцис               | Narcissus                 | Петер Фельдеш                                   | Угорщина                   |
| Хроніки Хельстрома   | The Hellstrom Chronicle   | Вейлон Грін, Ед Шпігель                         | США                        |
| Троянки              | The Trojan Women          | Міхаліс Какоянніс                               | Велика Британія США Греція |

## Нагороди
- Золота пальмова гілка: Посередник, режисер Джозеф Лоузі
- Гран-прі:
  - Джону дали зброю, режисер Далтон Трамбо
  - Відрив, режисер Мілош Форман
- Приз журі:
  - Джо Гілл, режисер Бу Відерберг
  - Кохання, режисер Карой Макк
- Приз за найкращу чоловічу роль: Ріккардо Куччолла — Сакко і Ванцетті
- Приз за найкращу жіночу роль: Кітті Вінн — Паніка в Нідл-парку
- Особлива згадка: Кохання
- Технічний гран-прі: Хроніки Хельстрома, режисер Волон Грін
- Найкращий дебют: За отриману милість, режисер Ніно Манфреді
- Ювілейна премія на честь 25-річчя Каннського фестивалю: Смерть у Венеції, режисер Лукіно Вісконті
- Приз міжнародної федерація кінопреси (ФІПРЕССІ): Джону дали зброю, режисер Далтон Трамбо
- Приз Міжнародної Католицької організації в області кіно (OCIC): Кохання, режисер Карой Макк
- Золота пальмова гілка за короткометражний фільм: Прапор, усипаний зірками, режисер Роджер Флінт
- Особлива згадка - короткометражний фільм:
  - Stuiter, режисер Ян Оонк
  - Статуетка, режисер Карлос Вілардебо